# Capreolucanus sicardi nosei
Capreolucanus sicardi nosei es una especie de coleóptero de la familia Lucanidae.

## Distribución geográfica
Habita en Birmania.